# Ільїно (Клинський район)
Ільїно — село у складі міського поселення Клин Клинського району Московської області Російської Федерації.

## Розташування
Село Ільїно входить до складу міського поселення Клин, воно розташовано на захід від міста Клин.
Найближчі населені пункти, Полуханово, Селинське. Найближча залізнична станція Клин.

## Населення
Станом на 2010 рік у селі проживало 36 людей